# 보어 효과
보어 효과(Bohr effect, Bohr shift)는 낮은 pH에서 헤모글로빈의 산소친화도가 떨어지는 현상이다. 운동을 하면 이산화 탄소가 생기기 때문에 산소 공급에 도움이 된다. 1904년 덴마크의 생리학자인 크리스티안 보어가 처음으로 기술했다.
세포호흡의 부산물이나 대사 산물로 혈관에 이산화 탄소 농도가 증가하게 되면 이산화탄소는 적혈구 내로 유입된다. 탄산무수화효소의 작용을 통해 탄산이 형성된 후, 이는 각각 탄산이온과 수소이온으로 이온화되는데 이때 발생한 수소이온이 적혈구의 헤모글로빈에 음성 알로스테릭 작용을 하게 된다. 이에 따라 산소는 헤모글로빈에서 보다 해리되기 좋은 상태가 되고 조직에 산소 공급이 증가하게 된다.

## 같이 보기
- 다른 자리 입체성 조절